# Slag bij Plains Store
De Slag bij Plains Store vond plaats op 21 mei 1863 in East Baton Rouge Parish, Louisiana tijdens de Amerikaanse Burgeroorlog. Deze slag is ook bekend onder de naam Slag bij Springfield Road. Na deze Noordelijke overwinning werd de ring rond Port Hudson volledig gesloten.

## Achtergrond
De 1st Division van het XIX Korps vertrok onder leiding van de Noordelijke generaal-majoor Christopher C. Augur uit Baton Rouge richting Port Hudson om een goede landingsplaats te bezetten in afwachting van de rest van de eenheden van generaal-majoor Nathaniel P. Banks.

## De slag
Noordelijke cavalerie, onder leiding van brigadegeneraal Benjamin H. Grierson, kwam als voorhoede in aanraking met Zuidelijke eenheden onder leiding van kolonel Frank W. Powers. De gevechten breidden zich na aankomst van de Noordelijke infanterie verder uit. Kolonel William R. Miles wilde Powers versterken vanuit Port Hudson. Toen Miles arriveerde waren de Noordelijken reeds aan de winnende hand en trokken de Zuidelijken onder Powers zich terug. Niettemin viel Miles de Noordelijken aan. Hij slaagde erin om de vijandelijke infanterie terug te dringen. Augur hergroepeerde zijn eenheden en voerde een tegenaanval uit. De Zuidelijken werden terug gedreven naar Port Hudson. De Noordelijken hadden de slag gewonnen.

## Gevolgen
Na de Noordelijke overwinning werd de laatste ontsnappingsroute uit Port Hudson voor de Zuidelijken afgesloten. Dezelfde dag begon de belegering van de stad.

## Voetnoten
1. ↑  Kennedy, p. 181.

 Fort Sumter · Santa Rosa Island · Fort Pulaski · Forten Jackson en St. Philip · New Orleans · Secessionville · Simmon's Bluff · Tampa · Baton Rouge · 1ste Donaldsonville · St. John's Bluff · Georgia Landing · 1ste Fort McAllister · Fort Bisland · Irish Bend · Vermillion Bayou · 1ste Charleston Harbor · 1ste Fort Wagner · Grimball's Landing · 2de Fort Wagner · 2de Charleston Harbor · 2de Fort Sumter · Plains Store · Port Hudson · LaFourche Crossing · 2de Donaldsonville · Kock's Plantation · Stirling's Plantation · Fort Brooke · Gainesville · Olustee · Natural Bridge